# Squalius torgalensis
Squalius torgalensis ou escalo-do-Mira é uma espécie de peixe actinopterígeo da família Cyprinidae.
Seu habitat natural é único e muito reduzido: a espécie só pode ser encontrada na bacia hidrográfica do rio Mira, que nasce na Serra do Caldeirão, no Algarve, Portugal, e estende-se até sua foz, na povoação de Vila Nova de Milfontes, à beira do Atlântico, na Costa Vicentina.
Atinge o tamanho de 16 cm de comprimento, tem uma longevidade máxima de seis anos, alimenta-se de invertebrados, atinge a maturidade sexual ao fim de dois anos e faz uma postura de cerca de dois mil ovos.
A espécie está ameaçada por perda de habitat, degradação da qualidade da água e introdução de espécies não-indígenas. Actualmente, existem à volta de 10 000 indivíduos maduros. Calcula-se que a espécie tenha sofrido redução de 30% da população nos últimos 15 anos.
Esta espécie está abrangida pela legislação nacional e internacional de conservação.